# 청주시 청원구의 국회의원

## 행정 구역 변천
- 2014년 7월 1일 청주시, 청원군이 통합하여 '청주시' 설치, 구제 실시로 흥덕구, 청원구, 상당구, 서원구 설치

## 청주시 청원구의 역대 국회의원
| 대수   | 이름            | 소속정당     | 임기                              | 선거구역           |
| ------ | --------------- | ------------ | --------------------------------- | ------------------ |
| 제20대 | 변재일(卞在一)  | 더불어민주당 | 2016년 5월 30일 ~ 2024년 5월 29일 | 청주시 청원구 일원 |
| 제21대 | 변재일(卞在一)  | 더불어민주당 | 2016년 5월 30일 ~ 2024년 5월 29일 | 청주시 청원구 일원 |
| 제22대 | 송재봉 (宋在奉) | 더불어민주당 | 2024년 5월 30일 ~ 현재            | 청주시 청원구 일원 |

## 같이 보기
- 청원군 (1988년 선거구)
- 청주시 청원구 (선거구)
- 청주시의 국회의원
- 청원군의 국회의원
- 청주시 상당구의 국회의원
- 청주시 흥덕구의 국회의원
- 청주시 서원구의 국회의원